# Ухедзор
Ухедзор (вірм. Ուղեձոր) — село в марзі Вайоц-Дзор, на півдні Вірменії. Село розташоване на південь від траси Єреван — Степанакерт, за 21 км на схід від міста Вайк та за 32 км на південь від міста Джермук. Село підпорядковується сільраді сусіднього села Сараван.